# Philogenia leonora
Philogenia leonora – gatunek ważki z rodziny Philogeniidae. Występuje na terenie Ameryki Środkowej.